# Hans Engkvist
Hans Lennart Engkvist, född 18 juli 1921 i Bollnäs, död 18 juli 2015, var en svensk elektroingenjör.
Engkvist, som var son till disponent Jonas Engkvist och Helena Andersson, utexaminerades från Chalmers tekniska högskola 1945. Han var försäljningsingenjör hos Brown Boveri 1946–1950, AB Elektromekano 1950–1955, försäljningschef där 1955–1960, överingenjör vid exportavdelningen på Asea 1960–1963, blev direktör där 1963, direktör för kraftverksavdelningen 1968, verkställande direktör för AB Electroinvest 1976 samt var direktör för specialprojekt vid centrala marknadsavdelningen på Asea 1982–1986.